# Liste der Kulturdenkmale in Obermylau
In der Liste der Kulturdenkmale in Obermylau sind die Kulturdenkmale des Reichenbacher Ortsteils Obermylau verzeichnet, die bis Februar 2020 vom Landesamt für Denkmalpflege Sachsen erfasst wurden (ohne archäologische Kulturdenkmale). Die Anmerkungen sind zu beachten.
Diese Aufzählung ist eine Teilmenge der Liste der Kulturdenkmale in Reichenbach im Vogtland.

## Liste der Kulturdenkmale in Obermylau
| Bild                                    | Bezeichnung                                                                             | Lage                        | Datierung                                                           | Beschreibung | ID       |
| --------------------------------------- | --------------------------------------------------------------------------------------- | --------------------------- | ------------------------------------------------------------------- | --- | -------- |
| Direkt Bild zu diesem Denkmal hochladen | Vorwerk, bestehend aus Herrenhaus und Einfriedungsmauer                                 | Am Volksgut 3 (Karte)       | Um 1800                                                             | Ehemaliges Gut der Familie Golle, regional- und baugeschichtliche Bedeutung. Alle Gebäude mit Mansarddach, nur teilweise erhalten. Ställe und Scheunen teilweise aus späterer Entstehungszeit als das Wohnhaus, teilweise Fachwerk. Wichtig für Ortsbild durch dominante Lage oberhalb der Stadt Obermylau. Stallgebäude und Scheune vor 2014 abgebrochen. | 09245091 |
|                                         | Kriegerdenkmal für die Gefallenen des Ersten Weltkrieges                                | Dorfmitte (Karte)           | 1931                                                                | Postament mit Plastik (Siegfried und Drachen), ortsgeschichtlich von Bedeutung, Bronze | 09209773 |
| Direkt Bild zu diesem Denkmal hochladen | Wohnstallhaus, Seitengebäude, Scheune, Toranlage und Hofpflasterung eines Vierseithofes | Dorfmitte 4 (Karte)         | Bezeichnet mit 1769 (Wohnstallhaus); bezeichnet mit 1878 (Torbogen) | Bildprägende Wirkung, unter anderem baugeschichtliche Bedeutung. - Wohnstallhaus: zwei Geschosse, Erdgeschoss teils Lehm/Ziegel, Granitgewände, Stall mit Säulen, Obergeschoss Fachwerk, Satteldach mit Ladeluke (Eternit) - Toranlage mit Leutepforte, Segmentbogen und Schlussstein | 09209771 |
| Direkt Bild zu diesem Denkmal hochladen | Gasthaus (Umgebinde) mit Ausstattung sowie Seitengebäude als winkelförmige Hofanlage    | Dorfmitte 6 (Karte)         | Um 1700                                                             | Ortsbildprägender Gasthof in Fachwerkbauweise mit bemerkenswerter Innenausstattung, baugeschichtliche und ortsgeschichtliche Bedeutung. - Seitengebäude: zwei Geschosse, Erdgeschoss stark verändert, Obergeschoss Fachwerk, verschiefert, Krüppelwalmdach, Holzdach - Gasthaus: Erdgeschoss teils Fachwerk mit Lehmausfachung, giebelseitig Umgebinde erhalten, Fachwerk-Obergeschoss mit Überstand, hohes Krüppelwalmdach, altdeutsche Schieferdeckung - Innen: original umlaufende Sitzbänke und Holzbalkendecke | 09209772 |
| Direkt Bild zu diesem Denkmal hochladen | Ehemaliges Backhaus eines Wohnstallhauses                                               | Dorfmitte 8 (Karte)         | Um 1800                                                             | Selten erhaltener Gebäudetyp von volkskundlicher Bedeutung. Einfacher rechteckiger Anbau mit Schiefermauerwerk (Eck), Lehmziegeln (Ofen) mit Spitzdach. | 09209775 |
| Direkt Bild zu diesem Denkmal hochladen | Wohnstallhaus, Seitengebäude und Scheune eines Vierseithofes                            | Dorfmitte 9 (Karte)         | 1615 im Kern (Wohnstallhaus); bezeichnet mit 1850 (Seitengebäude)   | Zum Teil in Fachwerk, Strukturbestandteil des Dorfkerns, unter anderem baugeschichtliche Bedeutung. - Wohnstallhaus: im Äußeren stark verändert - Stallgebäude: mit Kreuzgewölbe, Gurtbändern auf Granitpfeilern, Granitgewände, Obergeschoss Fachwerk - Scheune: Fachwerk, Satteldach, Einfriedung mit Inschrift | 09209776 |
| Direkt Bild zu diesem Denkmal hochladen | Wohnstallhaus, zwei Seitengebäude sowie Hoftor eines Bauernhofes                        | Dorfmitte 10 (Karte)        | Vor 1800 (Wohnstallhaus); bezeichnet mit 1865 (Torbogen)            | Fachwerkbauten, Bestandteil des alten Dorfkernes, von baugeschichtlicher Bedeutung. - Wohnstallhaus: zwei Geschosse, Erdgeschoss massiv (Bruchstein), Granitgewände, hohes Krüppelwalmdach, im Obergeschoss Fachwerk im vorderen Teil auskragender Rest eines Laubengangs (vergleiche Gasthof), Gewölbe auf Granitstützen vor 1800 - Stall teils abgebrochen, Obergeschoss Fachwerk (um 1800) - Hoftor mit Ziegelbogen und Schlussstein                                                                             | 09209777 |
| Direkt Bild zu diesem Denkmal hochladen | Wegestein                                                                               | Friesener Weg (Karte)       | 19. Jahrhundert                                                     | Steinwegweiser, Denkmal der Verkehrsgeschichte | 09209778 |
| Direkt Bild zu diesem Denkmal hochladen | Zwei Verwaltungsgebäude                                                                 | Göltzschtal 17 (Karte)      | Um 1850                                                             | Ursprünglich Sitz der Bauleitung für den Bau der Göltzschtalbrücke, als Bestandteil des Bauensembles mit herausragender landschaftsprägender sowie verkehrsgeschichtlicher Bedeutung. Zwei Geschosse, Putzfassade, ursprüngliche Ziegelausfachung und Fachwerk, Satteldach im Einzelnen verändert. | 09209785 |
| Direkt Bild zu diesem Denkmal hochladen | Villa, Gartenpavillon sowie alter Gehölzbestand                                         | Obermylauer Berg 27 (Karte) | Um 1900                                                             | Landschaftsprägend, unter anderem baugeschichtliche Bedeutung. Zwei Geschosse, Putz-Fachwerkfassade, Sockel Theumaer Schiefer, Obergeschoss Zierfachwerk, Balkone und Erker, Fassade im Schweizerstil, mit reicher Ausstattung (Eingangstür und Gitter, Fußbodenfliesen, Holzpaneele). | 09209783 |

## Tabellenlegende
- Bild: Bild des Kulturdenkmals, ggf. zusätzlich mit einem Link zu weiteren Fotos des Kulturdenkmals im Medienarchiv Wikimedia Commons. Wenn man auf das Kamerasymbol klickt, können Fotos zu Kulturdenkmalen aus dieser Liste hochgeladen werden:
- Bezeichnung: Denkmalgeschützte Objekte und ggf. Bauwerksname des Kulturdenkmals
- Lage: Straßenname und Hausnummer oder Flurstücknummer des Kulturdenkmals. Die Grundsortierung der Liste erfolgt nach dieser Adresse. Der Link (Karte) führt zu verschiedenen Kartendiensten mit der Position des Kulturdenkmals. Fehlt dieser Link, wurden die Koordinaten noch nicht eingetragen. Sind diese bekannt, können sie über ein Tool mit einer Kartenansicht einfach nachgetragen werden. In dieser Kartenansicht sind Kulturdenkmale ohne Koordinaten mit einem roten bzw. orangen Marker dargestellt und können durch Verschieben auf die richtige Position in der Karte mit Koordinaten versehen werden. Kulturdenkmale ohne Bild sind an einem blauen bzw. roten Marker erkennbar.
- Datierung: Baubeginn, Fertigstellung, Datum der Erstnennung oder grobe zeitliche Einordnung entsprechend des Eintrags in der sächsischen Denkmaldatenbank
- Beschreibung: Kurzcharakteristik des Kulturdenkmals entsprechend des Eintrags in der sächsischen Denkmaldatenbank, ggf. ergänzt durch die dort nur selten veröffentlichten Erfassungstexte oder zusätzliche Informationen
- ID: Vom Landesamt für Denkmalpflege Sachsen vergebene, das Kulturdenkmal eindeutig identifizierende Objekt-Nummer. Der Link führt zum PDF-Denkmaldokument des Landesamtes für Denkmalpflege Sachsen. Bei ehemaligen Kulturdenkmalen können die Objektnummern unbekannt sein und deshalb fehlen bzw. die Links von aus der Datenbank entfernten Objektnummern ins Leere führen. Ein ggf. vorhandenes Icon  führt zu den Angaben des Kulturdenkmals bei Wikidata.